# Nick Taylor
Nick Taylor (nascido em 18 de janeiro de 1980) é um atleta paralímpico australiano que compete na modalidade basquetebol em cadeira de rodas. Conquistou a medalha de prata nos Jogos Paralímpicos de Verão de 2012 em Londres e integrou a equipe nacional que conquistou o ouro no mundial da mesma modalidade em 2014.

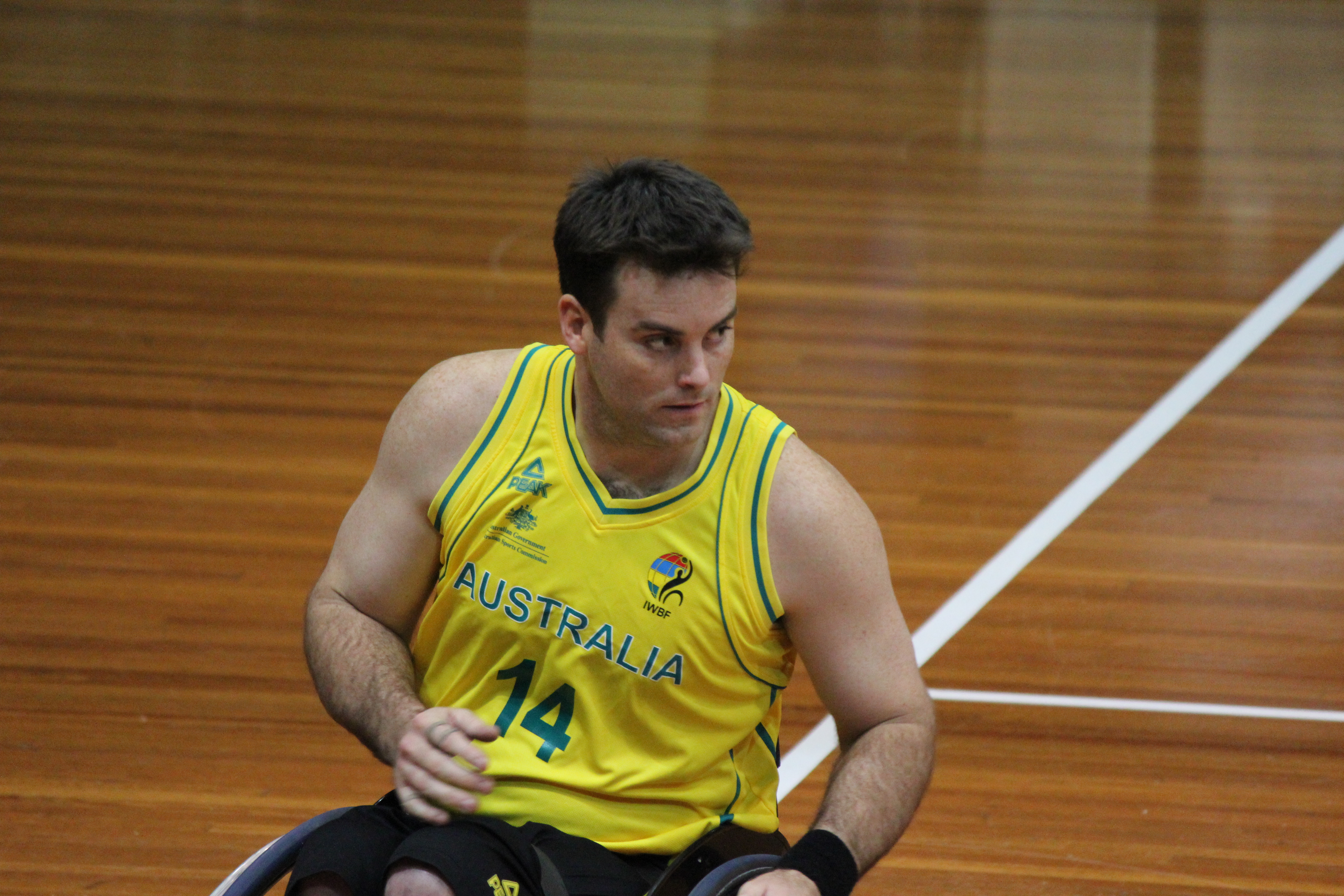
Taylor durante os Jogos Paralímpicos de Sydney 2000.